# أرشيلاوس (بابا الإسكندرية)
أرشيلاوس الأول هو بطريرك الإسكندرية وبابا الكنيسة القبطية الأرثوذكسية الثامن عشر (312-313)، ومن قديسي الكنائس الأرثوذكسية المشرقية.
سامه البابا ثاؤنا قسًا وسلمه رئاسة مدرسة الإسكندرية.
تتلمذ القديس بطرس خاتم الشهداء في المدرسة أثناء مدة رئاسته لها، ولما سيم بطريركًا للإسكندرية أخذ أرشلاوس وألكسندروس تلميذين له. وعندما أُلقي في السجن استدعاهما وأخبرهما بأن أرشلاوس القس يكون خلفًا له ومن بعد ألكسندروس، وحذرهما من المبتدع آريوس، إذ قال لهما أنه يمتنع عن قبوله ليس عن قسوة من جانبه، ولكن لأن آريوس منكر لاهوت المسيح مخادع، فقد ظهر له السيد المسيح في السجن مشقوق الثوب، ولما سأله عن سبب ذلك أجابه أن آريوس قد مزق ثوبه فلا يقبله. ولكن لما جلس أرشيلاوس على الكرسي بعد البابا بطرس توسل إليه آريوس ليعيده إلى شركة الكنيسة، وإذ تظاهر بالندامة على ما فرط منه نسى وصية سلفه وقبله في الشركة، بل وسامه قسًا، فكان آريوس نكبة على الكنيسة.